# Wiaczesław Baczkała
Wiaczesław Baczkała (ur. 27 lipca 1994) – izraelski siatkarz, grający na pozycji środkowego, reprezentant Izraela. W sezonie 2015/2016 występował w PlusLidze, w drużynie MKS Będzin. 

## Sukcesy klubowe
Puchar Izraela:
- 2013, 2014, 2015, 2017, 2019, 2023[3], 2024[4], 2025[5]

Mistrzostwo Izraela:
- 2013, 2014, 2018, 2019, 2020, 2022[6], 2023[7], 2024[8], 2025[9]
- 2017, 2021

Puchar Challenge:
- 2023[10]

## Sukcesy reprezentacyjne
Złota Liga Europejska:
- 2025[11]